# Franckie Monte
Pour les articles homonymes, voir Monte.
Franckie Monte, né en 1971, est un coureur cycliste français, actif de 1994 à 2003.

## Palmarès
- 1996
  - Grand Prix de Saint-Souplet
  - 3e du Circuit du Port de Dunkerque
- 1997
  - 3e du Circuit du Port de Dunkerque
- 2000
  - 3e du Circuit du Port de Dunkerque